# Ruth Bleier
Ruth Harriet Bleier (New Kensington, Pennsilvània, 17 de novembre de 1923 - Wisconsin, 4 de gener de 1988) va ser una neurofisiòloga nord-americana que també és una de les primeres estudioses feministes a explorar com els biaixos de gènere han donat forma a la biologia. La seva carrera va consistir a combinar els seus interessos acadèmics amb el seu compromís amb la justícia social per a les dones i la classe baixa.

## Primers anys i educació
Bleier era filla d'immigrants russos i es va criar a New Kensington, Pennsilvània. Va obtenir la llicenciatura al Goucher College el 1945, i posteriorment el doctorat en Medicina al Woman's Medical College de Pennsylvania el 1949. Es va casar amb Leon Eisenberg, i junts van criar dos fills i van dirigir una clínica mèdica per a la població empobrida de Baltimore.

## Carrera
Després de l'escola de Medicina, Bleier va ingressar a l'Hospital Sinaí de Baltimore, Maryland, i després va exercir la medicina general al centre de la ciutat de Baltimore durant deu anys. A causa de la seva falta de cooperació quan va ser citada pel Comitè d'Activitats Antiamericanes de la Cambra (HUAAC) per haver-se manifestat contra la guerra de Corea i a favor dels drets civils, Bleier va perdre els privilegis hospitalaris i va haver d'abandonar la seva pràctica mèdica per ensenyar psiquiatria i fisiologia al Laboratori de Neuroanatomia Adolph Meyer. Com que va perdre la seva capacitat legal per practicar la medicina, Bleier va anar a la Johns Hopkins University School of Medicine el 1957 per estudiar neuroanatomia amb el professor Jerzy Rose, completant la seva beca postdoctoral el 1961. Després es va incorporar al departament de Neurofisiologia de la Universitat de Wisconsin-Madison el 1967; al mateix temps, també treballava amb el Weisman Center of Mental Retardation i el Wisconsin Regional Primate Center. Com a resultat del seu treball de neuroanatomia, Bleier és una autoritat reconeguda en l'hipotàlem animal.
A la dècada de 1970, va començar a veure com les ciències biològiques es veien afectades pel sexisme i altres biaixos culturals, i així es va dedicar a l'aplicació d'anàlisis i punts de vista feministes a les pràctiques i teories de la ciència. Bleier va ajudar a establir el Programa d'Estudis de la Dona a la Universitat de Wisconsin el 1975, i va exercir-hi de presidenta des de 1982 fins a 1986. També va començar a centrar-se en la millora de l'accés de les dones a l'educació superior. Bleier va argumentar en contra de la idea de la sociobiologia com a explicació dels rols de gènere convencionals. En el seu treball va demostrar com el gènere, la sexualitat i la ciència estan canviant constantment en resposta als valors i idees socials en lloc de ser estàtics i sense prejudicis. Va publicar un treball que reunia teories feministes i ciències naturals: Science and Gender: A Critique of Biology and Its Theories on Women and Feminist Approaches to Science.

## Activisme
Bleier va defensar els drets civils amb el Comitè per la Pau de Maryland a principis dels anys cinquanta. També va advocar pel final de la guerra de Corea; aquest treball va conduir a la citació de HUAAC, que va ser dirigida pel senador Joseph McCarthy en aquell període. A l'audiència, Bleier va declarar que el Comitè per la Pau no tenia membres i no va confirmar que ella era la cap del comitè.
Continuant el seu activisme, Bleier va ser membre fundadora de l'Associació de Dones Facultatives (AFW) a la Universitat de Wisconsin-Madison. L'Associació va desafiar l'administració a reavaluar l'estatus i els sous de les professores a tot el campus i a rectificar les desigualtats. L'Associació va aconseguir equiparar la retribució d'homes i dones universitaris i també va aconseguir integrar els gimnasos. Bleier era presidenta de l'AFW quan es va signar el títol IX a la llei i va ser fonamental per aconseguir condicions més equitatives per a l'atletisme femení a Wisconsin.

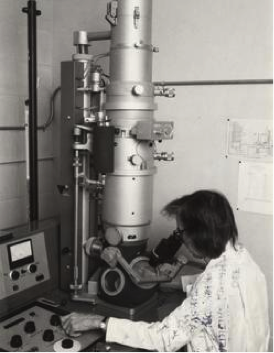
Ruth Bleier en el microscopi electrònic, anys 80

## Publicacions
Ha publicat treballs que detallen l'anatomia dels hipotàlems del gat, el conillet d'índies i el mico rhesus. Els seus llibres sobre biologia i feminisme, Science and Gender: A Critique of Biology and Its Theories on Women (1984) i Feminist Approaches to Science (1986), s'han convertit en lectures destacades per als estudis de dones, per explorar les diferències biològiques dels sexes i els orígens de les diferències de gènere.

## Vida personal
Ruth Bleier es va presentar com a lesbiana després que el matrimoni amb el seu marit acabés en divorci i va començar a treballar pels drets de les lesbianes dins del moviment de dones.

## Mort i llegat
Bleier va morir a casa seva a Wisconsin el 4 de gener de 1988. La Universitat de Wisconsin atorga anualment les beques Ruth Bleier per tal d'animar les dones joves a fer carreres de ciències naturals, medicina o enginyeria, i el Departament d'Història de la Medicina de la Universitat de Wisconsin té una càtedra en honor seu.